# Live on the Black Hand Side
Live on the Black Hand Side är ett dubbelalbum med konsertinspelningar från USA med det amerikanska hårdrockbandet Danzig. Albumet släpptes 10 juli 2001 på sångaren Glenn Danzigs eget skivbolag Evilive Records via Restless Records.
Disc 1 är inspelat den 31 oktober 1992 på Irvine Meadows Amphitheater i Irvine, Kalifornien och den 19 december 1994 på Center Arena i Seattle, Washington.
Disc 2 är inspelat den 9 maj 2000 på Royal Grove i Lincoln, Nebraska, den 13 maj 2000 på Warfield Theater i San Francisco, Kalifornien och den 14 maj 2000 på Sun Theater i Anaheim, Kalifornien.
Skivan är bandets första officiella livealbum.

## Låtlista

### Disc 1
1. "Godless"
2. "Left Hand Black"
3. "How the Gods Kill"
4. "Dirty Black Summer"
5. "Pain in the World"
6. "Evil Thing"
7. "Halloween II"
8. "Not of This World"
9. "Killer Wolf"
10. "Little Whip"
11. "Going Down to Die"
12. "Bringer of Death"
13. "Stalker Song"
14. "Long Way Back from Hell"

### Disc 2
1. "Satan's Child"
2. "7th House"
3. "5 Finger Crawl"
4. "Unspeakable"
5. "Lilin"
6. "Her Black Wings"
7. "It's Coming Down"
8. "Do You Wear the Mark"
9. "Until You Call on the Dark"
10. "Deep"
11. "Belly of the Beast"
12. "She Rides"
13. "Twist of Cain"
14. "Mother"